# Nils Brahe den yngre
Nils Brahe den yngre, född 10 april 1633 i Anklam i Pommern, död 25 januari 1699 i Stockholm, var en svensk greve, ämbetsman och militär.

## Biografi
Nils Brahe föddes postumt som son till riksrådet och generalen Nils Brahe den äldre och friherrinnan Anna Margareta Bielke. Han var föräldrarnas ende son och hade en äldre syster, Elsa Elisabeth Nilsdotter Brahe (1632–1689), som från 1648 var gift med riksrådet Erik Axelsson Oxenstierna af Södermöre (1624–1656), och från 1661 med pfalzgreven Adolf Johan av Pfalz-Zweibrücken (1629–1689).
Nils Brahe reste under sina yngre år utrikes och besökte bland annat hovet i Portugal, där han befann sig vid drottning Kristinas tronavsägelse, och Spanien, samt sändes ut som ambassadör och hade bland annat till uppdrag att framföra Karl XI:s frieri till blivande drottning Ulrika Eleonora. Han blev överste i Upplands regemente år 1657, och deltog i den egenskapen i kung Karl X Gustavs fälttåg från Polen till Danmark. Han utnämndes till överste för allt Garde till häst och fot, viceamiral och amiralitetsråd 1660, blev samma år kungens överkammarherre och intog en plats i riksrådet, där han blev en av de mera inflytelserika medlemmarna.
Härtill bidrog hans anseende som den rikaste man, som levat i Sverige sedan Bo Jonsson Grips dagar. Förutom sin andel i de betydliga Braheska godsen och sitt arv efter modern och morfadern, rikskanslern Svante Bielke, erhöll han, genom gifte med Margareta Juliana Wrangel af Salmis, Carl Gustaf Wrangels äldsta dotter, dennas betydliga egendom.
1670 blev han häradshövding i Jämtland och Härjedalen.
Slutligen ärvde han i september 1680 efter sin farbroder, Per Brahe d.y., dennes greve- och friherreskap jämte stamsläktens många och stora arvegods, bland dem Bogesunds slott i Östra Ryds socken. Trots detta var hans senare levnadsår långt ifrån problemfria. Reduktionen och stora kommissionen grep med våldsam hand djupt in i hans ärvda rikedomar, och när Karl XI 1682 även företog en reduktion i rådskammaren, var Brahe en av de första som avlägsnades.
Nils Brahe d.y. och hans hustru är begravda i Östra Ryds kyrka.